# Wakamatsu Shizuko

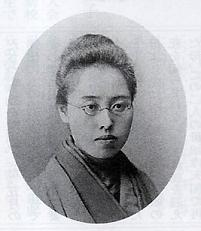
Wakamatsu Shizuko

Wakamatsu Shizuko (jap. 若松 賤子; * 6. März 1864 im Aizu-han als Matsukawa Kashi (松川 甲子); † 10. Februar 1896) war eine japanische Übersetzerin, Lehrerin und Schriftstellerin, bekannt für ihre Übersetzung des Romans Der kleine Lord ins Japanische.

## Leben
Wakamatsu Shizuko wurde am 6. März 1864 als erste Tochter eines Veteranen des Aizu-hans geboren, wurde aber von einem Textilhändler aus Yokohama adoptiert, besuchte die Kidder-Schule (キダー塾, Kidā Juku, nach der Gründerin, der Missionarin Mary Eddy Kidder) und erlernte die englische Sprache. Später wurde sie Lehrerin an derselben Schule, die mittlerweile den Namen Ferris Mädchenschule (フェリス女学校, Ferisu Jogakkō) angenommen hatte. (Der heutige Name der Schule lautet: Ferris Jogakuin Daigaku.)
1886 veröffentlichte sie in der Literaturzeitschrift Jogaku zasshi die Reisebeschreibung Furuki miyako no tsuto (旧き都のつと). Nebenbei begann sie, englische Gedichte und Prosawerke ins Japanische zu übersetzen, darunter Der kleine Lord und „Enoch Arden“ (siehe Alfred Tennyson). 1889 heiratete sie den Leiter der Jogaku zasshi, Iwamoto Yoshiharu. 1896 verstarb sie während der Übersetzungsarbeiten zu Sara, die kleine Prinzessin.

## Namen
Wie im Japan der damaligen Zeit üblich, besaß Iwamoto Kashi im Laufe ihres Lebens nicht nur einen Namen. Der Name Wakamatsu Shizuko war eigentlich ein Pseudonym. Der wirkliche Name lautete Iwamoto Kashi (巌本 甲子). Später nannte sie sich Kashiko (嘉志子). Der Familienname bis zur Heirat mit Iwamoto Yoshiharu lautete Matsukawa (松川).

## Werke

### Der kleine Lord (小公子,Shōkōshi)
Dies ist die Arbeit, durch die Wakamatsu Shizuko bekannt wurde. Ab August 1890 bis Januar 1892 wurde die Übersetzung in der Jogaku zasshi publiziert, im Stile der japanischen Umgangssprache, wie es in der frühen Meiji-Zeit für die Jugendliteratur üblich war. Andere literarische Arbeiten wurden traditionell in klassischem Japanisch abgefasst. Eine einbändige Ausgabe von „Der kleine Lord“ wurde 1897, nach dem Tode der Übersetzerin, herausgebracht und leistete einen Beitrag zur Etablierung der Jugendliteratur.
- 1890 Wasuregatami (忘れ形見, in: Jogaku zasshi).
- 1890–92 Enoch Arden (イノック・アーデン物語, Inoch Āden Monogatari, in: Jogaku zasshi).
- 1896 Omohide (おもひで, in: Shōnen sekai).